# Centrorhynchidae
Famille
Les Centrorhynchidae sont une famille d'acanthocéphales. Les  acanthocéphales sont des vers à tête épineuse, c'est-à-dire de petits animaux vermiformesés. Ils sont parasites de vertébrés et sont caractérisés par un proboscis rétractable portant des épines courbées en arrière qui leur permet de s'accrocher à la paroi intestinale de leurs hôtes.

## Liste des genres et des espèces
Centrorhynchus Luehe, 1911
- Centrorhynchus albensis Rengaraju & Das, 1975
- Centrorhynchus albidus Meyer, 1932
- Centrorhynchus aluconis (Mueller, 1780)
- Centrorhynchus amphibius Das, 1950
- Centrorhynchus asturinus (Johnston, 1912)
- Centrorhynchus atheni Gupta & Fatma, 1983
- Centrorhynchus bancrofti (Johnston & Best, 1943)
- Centrorhynchus batrachus Das, 1952
- Centrorhynchus bazaleticus Kurachvilli, 1955
- Centrorhynchus bengalensis Datta & Soota, 1954
- Centrorhynchus bramae Rengaraju & Das, 1980
- Centrorhynchus brevicanthus Das, 1949
- Centrorhynchus brevicaudatus Das, 1949
- Centrorhynchus brumpti Golvan, 1965
- Centrorhynchus brygooi Golvan, 1965
- Centrorhynchus bubonis Yamaguti, 1939
- Centrorhynchus buckleyi Gupta & Fatma, 1983
- Centrorhynchus buteonis (Schrank, 1788)
- Centrorhynchus californicus Millzner, 1924
- Centrorhynchus chabaudi Golvan, 1958
- Centrorhynchus clitorideus (Meyer, 1931)
- Centrorhynchus conspectus Van Cleave & Pratt, 1940
- Centrorhynchus crocidurus Das, 1950
- Centrorhynchus crotophagicola Schmidt & Neiland, 1966
- Centrorhynchus dimorphocephalus (Westrumb, 1821)
- Centrorhynchus dipsadis (Linstow, 1888)
- Centrorhynchus elongatus Yamaguti, 1935
- Centrorhynchus falconis (Johnston & Best, 1943)
- Centrorhynchus fasciatus (Westrumb, 1821)
- Centrorhynchus freundi (Hartwick, 1953)
- Centrorhynchus galliardi Golvan, 1956
- Centrorhynchus gendrei (Golvan, 1957)
- Centrorhynchus giganteus Travassos, 1921
- Centrorhynchus globocaudatus (Zeder, 1800)
- Centrorhynchus golvani Anantaraman, et al., 1969
- Centrorhynchus grassei Golvan, 1965
- Centrorhynchus hagiangensis (Petrochenko & Fan, 1969)
- Centrorhynchus hargisi Gupta & Fatma, 1983
- Centrorhynchus horridus (Linstow, 1897)
- Centrorhynchus indicus Golvan, 1956
- Centrorhynchus insularis Tubangui, 1833
- Centrorhynchus itatsinsis Fukui, 1929
- Centrorhynchus javanicans Rengaraju & Das, 1975
- Centrorhynchus knowlesi Datta & Soota, 1955
- Centrorhynchus kuntzi Schmidt & Neiland, 1966
- Centrorhynchus leptorhynchus Meyer, 1932
- Centrorhynchus lesiniformis (Molin, 1859)
- Centrorhynchus longicephalus Das, 1950
- Centrorhynchus lucknowensis Gupta & Fatma, 1983
- Centrorhynchus mabuiae (Linstow, 1908)
- Centrorhynchus macrorchis Das, 1949
- Centrorhynchus madagascariensis (Golvan, 1957)
- Centrorhynchus magnus Fukui, 1929
- Centrorhynchus merulae Dolfus & Golvan, 1961
- Centrorhynchus microcephalus (Bravo-hollis, 1947)
- Centrorhynchus microcerviacanthus Das, 1950
- Centrorhynchus migrans Zuberi & Faroog, 1974
- Centrorhynchus milvus Ward, 1956
- Centrorhynchus mysentri Gupta & Fatma, 1983
- Centrorhynchus narcissae Florescu, 1942
- Centrorhynchus nicaraguensis Schmidt & Neiland, 1966
- Centrorhynchus ninni (Stossich, 1891)
- Centrorhynchus petrochenkoi Kuraschvilli, 1955
- Centrorhynchus polemaeti Troncy, 1970
- Centrorhynchus ptyasus Gupta, 1950
- Centrorhynchus renardi (Lindemann, 1865)
- Centrorhynchus sholapurensis Rengaraju & Das, 1975
- Centrorhynchus simplex Meyer, 1932
- Centrorhynchus spilornae Schmidt & Kuntz, 1969
- Centrorhynchus spinosus (Kaiser, 1893)
- Centrorhynchus teres (Westrumb, 1821)
- Centrorhynchus tumidulus (Rudolphi, 1819)
- Centrorhynchus tyotensis Rengaraju & Das, 1975
- Centrorhynchus undulatus Dollfus, 1951
- Centrorhynchus wardae Holloway, 1958

Sphaerirostris Golvan, 1956
- Sphaerirostris areolatus (Rudolphi, 1819)
- Sphaerirostris erraticus (Chandler, 1925)
- Sphaerirostris lancea (Westrumb, 1821)
- Sphaerirostris lanceoides (Petrochenko, 1949)
- Sphaerirostris maryasis (Datta, 1932)
- Sphaerirostris opimus (Travassos, 1919)
- Sphaerirostris physocoracis (Porta, 1913)
- Sphaerirostris picae (Rudolphi, 1819)
- Sphaerirostris pinguis (Van Cleave, 1918)
- Sphaerirostris reptans (Bhalerao, 1931)
- Sphaerirostris serpenticola (Linstow, 1908)
- Sphaerirostris tenuicaudatus (Marotel, 1889)
- Sphaerirostris turdi (Yamaguti, 1939)
- Sphaerirostris wertheimae Schmidt, 1975